# سرتنغي (سبيدار)
سرتنغي (بالفارسية: سرتنگی) هي قرية تقع في إيران في قسم سبیدار الريفي. يقدر عدد سكانها بـ 23 نسمة بحسب إحصاء 2016.